# Hässleholms tingsrätt
Hässleholms tingsrätt är en tingsrätt i Sverige med säte i Hässleholm. Tingsrättens domkrets omfattar Hässleholms och Osby kommuner. Tingsrätten med dess domkrets ingår i domkretsen för Hovrätten över Skåne och Blekinge.
Hässleholms tingsrätt var också inskrivningsmyndighet för fastigheter i Blekinge län och Skåne län fram till 1 juni 2008.

## Heraldiskt vapen
Blasonering:I fält av guld ett grönt andreaskors åtföljt av fyra gröna nötklasar samt däröver en grön ginstam belagd med en balansvåg av guld.
Vapnet fastställdes 2003 och har i sin undre del Hässleholms kommunvapen.

## Administrativ historik
Vid tingsrättsreformen 1971 bildades denna tingsrätt i Hässleholm av häradsrätten för Västra Göinge domsaga där häradsrättens lokaler från 1867 övertogs av den nya domstolen. Domkretsen bildades av Västra Göinge domsaga. Från 1971 ingick områdena för Hässleholms och Osby kommuner samt före 1974 kommuner som 1974 gick upp i de tidigare: Loshults, Vittsjö, Vinslövs, Sösdala, Tyringe, Hästveda, Bjärnums och Örkeneds kommuner.

## Lagmän
- 1971–1975: Curt Carlon
- 1975–1980: Hans B. Andersson
- 1980–2002: Erik Neergaard
- 2002–2014: Jörn Jacobsson
- 2014–2019: Bengt Olsson
- 2019–: Kristina Andersson